# Paulo Sitanggang
Paulo Oktavianus Sitanggang (sinh ra ở North Sumatra, Indonesia, ngày 17 tháng 10 năm 1995) là một cầu thủ bóng đá người Indonesia hiện tại thi đấu cho Barito Putra ở vị trí tiền vệ.

## Sự nghiệp câu lạc bộ
Ngày 21 tháng 10 năm 2014, Paulo ký hợp đồng 3 năm với Barito Putera để thi đấu tại Indonesia Super League 2015. Anh có màn ra mắt ngày 4 tháng 4 năm 2015, thay cho Manahati Lestusen ở phút 51 trong chiến thắng 2–0 trước Persela Lamongan.

## Thống kê sự nghiệp

### Câu lạc bộ
Tính đến 12 tháng 4 năm 2015.
| Câu lạc bộ          | Mùa giải            | Giải vô địch           | Giải vô địch | Giải vô địch | Piala Indonesia | Piala Indonesia | Châu Á  | Châu Á    | Khác    | Khác      | Tổng    | Tổng      |
| Câu lạc bộ          | Mùa giải            | Hạng đấu               | Số trận      | Bàn thắng    | Số trận         | Bàn thắng       | Số trận | Bàn thắng | Số trận | Bàn thắng | Số trận | Bàn thắng |
| ------------------- | ------------------- | ---------------------- | ------------ | ------------ | --------------- | --------------- | ------- | --------- | ------- | --------- | ------- | --------- |
| Barito Putera       | 2015                | Indonesia Super League | 30           | 0            | 0               | 0               | —       | —         | —       | —         | 30      | 0         |
| Barito Putera       | Tổng                | Tổng                   | 30           | 0            | 0               | 0               | —       | —         | —       | —         | 30      | 0         |
| Tổng cộng sự nghiệp | Tổng cộng sự nghiệp | Tổng cộng sự nghiệp    | 3            | 0            | 0               | 0               | —       | —         | —       | —         | 3       | 0         |

## Sự nghiệp quốc tế
Anh có màn ra mắt quốc tế cho đội tuyển quốc gia Indonesia ngày 21 tháng 3 năm 2017, trước Myanmar, khi anh vào sân từ ghế dự bị..

### Bàn thắng quốc tế
Tỉ số và kết quả liệt kê bàn thắng của Indonesia trước.
U-23 Indonesia
| #  | Ngày                | Địa điểm                                | Đối thủ       | Tỉ số | Kết quả | Giải đấu |
| -- | ------------------- | --------------------------------------- | ------------- | ----- | ------- | -------- |
| 1. | 17 tháng 2 năm 2015 | Sân vận động Delta, Sidoarjo, Indonesia | U-23 Malaysia | 1–0   | 1–0     | Giao hữu |

## Danh hiệu
U-17 Indonesia
- HKFA International Youth Invitation: 2012

U-19 Indonesia
- HKFA International Youth Invitation: 2013
- Giải vô địch bóng đá U-19 Đông Nam Á: 2013